# Dhambalin
Dhambalin – stanowisko archeologiczne odkryte w 2007 roku, znajdujące się w północnej Somalii, na terenie nieuznawanej na arenie międzynarodowej Republiki Somalilandu, ok. 30 km od wybrzeża Zatoki Adeńskiej i ok. 60 km na wschód od miasta Berbera.
Jest to koleba skalna z piaskowca pokryta kolorowymi i dobrze zachowanymi, liczącymi od 3 do 5 tys. lat malowidłami naskalnymi przedstawiającymi postaci ludzkie oraz różne gatunki zwierząt, w tym m.in. najstarsze w kraju wizerunki owiec.

## Historia
Malowidła w Dhambalin odkryła dla nauki jesienią 2007 roku dr Sada Mire, somalijska archeolożka, która w wieku 15 lat wyemigrowała wraz z matką i siostrą do Szwecji, uciekając przed wojną domową. Po ukończeniu studiów na Uniwersytecie w Lund oraz w Instytucie Archeologii University College London badaczka podjęła pracę w somalilandzkim Ministerstwie Turystyki i Kultury, stając na czele Departamentu Archeologii. Tam zgłosiło się do niej dwóch mieszkańców małej wioski Beenyo Dhaadheer położonej 60 km na wschód od Berbery, którzy opowiedzieli Mire o jaskini w pobliżu ich osady i znajdujących się w niej malowidłach. Badania na stanowisku Dhambalin przeprowadzono od września do grudnia 2007 roku.

## Charakterystyka

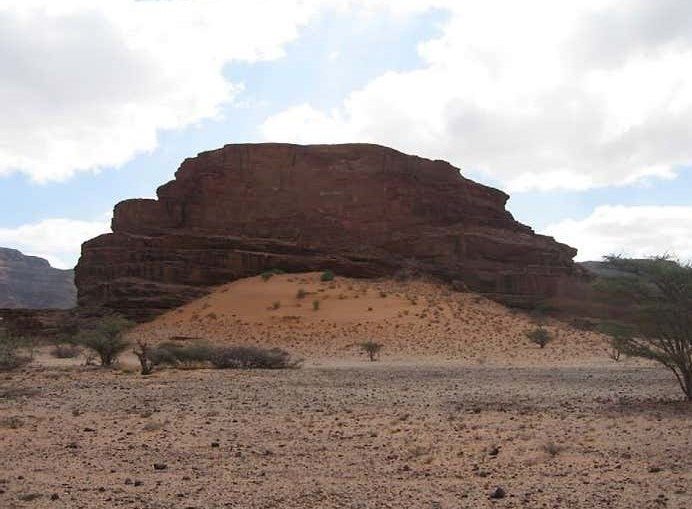
Skała, na której odkryto malowidła

Nazwa stanowiska pochodzi od somalijskiego słowa dhambalin oznaczającego „połowę góry przeciętą pionowo”, co odnosi się do kształtu skały, na której odnaleziono malowidła. Zajmują one fragment o wymiarach 12 m × 4 m jednej ze ścian skalnej koleby zbudowanej z piaskowca.
Duża jest koncentracja wykonanych rysunków. Częściowo nakładają się one na siebie, tworząc wielobarwną mozaikę warstw zachowanych w różnym stanie i o różnym wieku. Są one koloru czerwonego, terakotowego, białego, brązowoczerwonego, szarego, żółtobrązowego i czarnego.
Na malowidłach przedstawionych zostało od 8 do 10 postaci ludzkich, głównie w scenach polowań z łukami, strzałami i maczugami. Część postaci ma nakrycia głowy bądź maski oraz uniesione ramiona.
Malowidła z Dhambalin charakteryzują się bardzo bogatym przedstawieniem wielu różnych gatunków zwierząt, wśród nich m.in. psów pomagających myśliwym w polowaniu na antylopy, zwierząt hodowlanych takich jak kozy, bydło, w tym krowy pozbawione głów, oraz owce. Wizerunki owiec z Dhambalin (jest ich czternaście) to najstarsze wyobrażenia tych zwierząt na terenie kraju. Część zwierząt ma charakterystyczne opaski bądź naszyjniki na grzbietach i brzuchach, co prawdopodobnie ma znaczenie rytualne. Przedstawiona na rysunkach fauna obejmuje również dzikie gatunki zwierząt. Oprócz antylop są nimi węże, żółw, oryks, lwy lub inne dzikie koty, zwierzęta przypominające pawiany, a także osiem wizerunków żyraf, które współcześnie już nie występują na terenie Somalilandu ze względu na suchy, pustynny klimat tego obszaru.
W odległości kilkuset metrów od skały z malowidłami znajduje się kilka pochówków z czasów przedislamskich, znanych lokalnie jako Arawelo.
Stanowisko Dhambalin wykazuje pewne podobieństwa do neolitycznego stylu arabsko-etiopskiego rozpowszechnionego na obszarze Rogu Afryki, np. na stanowisku Laas Geel koło Hargejsy.

## Ochrona
Choć malowidła zostały uznane za wyjątkowe, kwalifikujące się do wpisania na listę światowego dziedzictwa UNESCO, to ze względu na brak międzynarodowego uznania Somalilandu, na terenie którego znajduje się Dhambalin oraz fakt ratyfikowania przez Somalię Konwencji światowego dziedzictwa dopiero w lipcu 2020 roku stanowisko wciąż pozostaje nieobjęte żadną formą ochrony i jest zagrożone erozją oraz grabieżami. W regionie nie przeprowadzono dotąd również wykopalisk archeologicznych, ponieważ w Somalilandzie nie ma muzeum, które mogłoby przyjąć pozyskane artefakty, zaś w stolicy Somalii, Mogadiszu, częste są grabieże w muzeach ze względu na wciąż trwającą wojnę domową. 

## Galeria

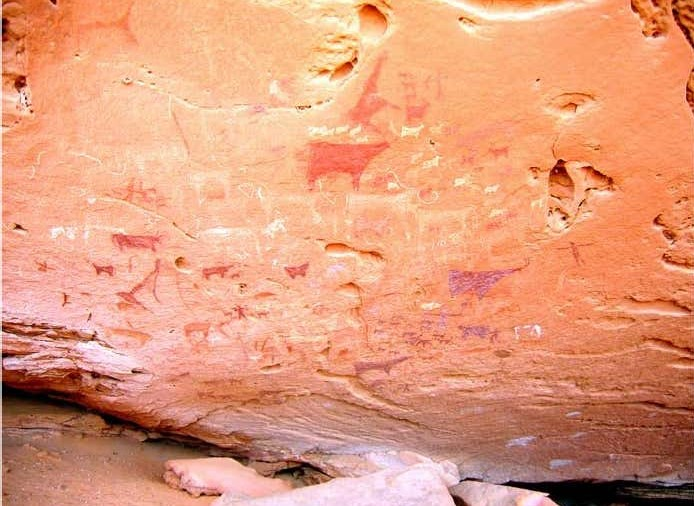
Malowidła z Dhambalin
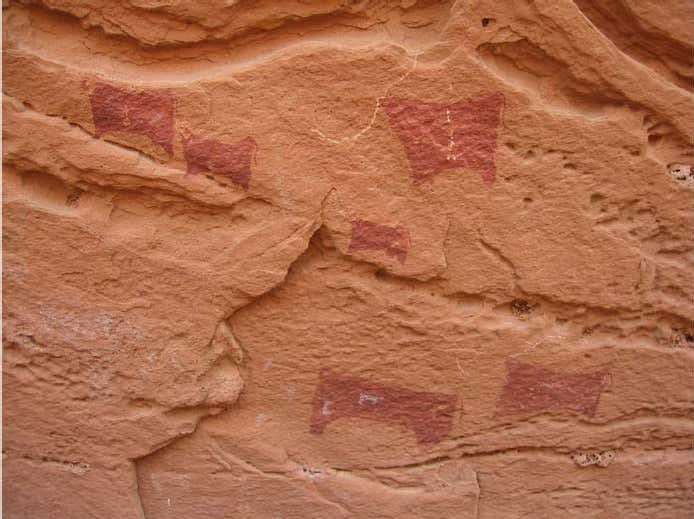
Wizerunki bydła
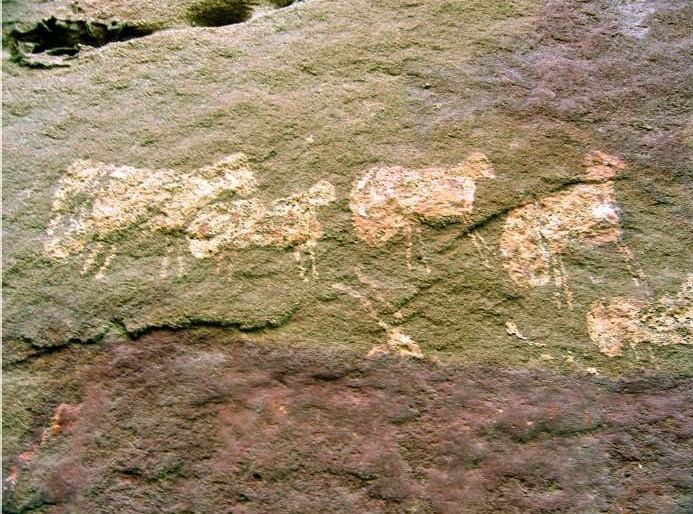
Wizerunki owiec
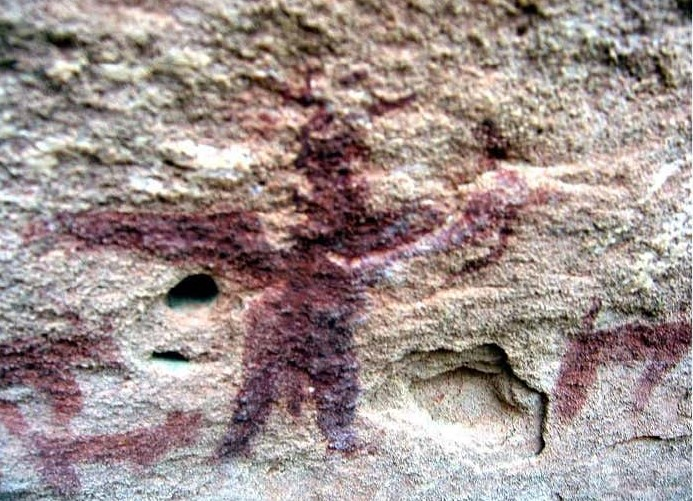
Postać ludzka na polowaniu z psami